# Gimnazija Bežigrad
Gimnazija Bežigrad (pogovorno poimenovana Bežigrajska gimnazija) je gimnazija v Ljubljani, za Bežigradom. Gimnazija ima eno najstrožjih vpisnih omejitev v Sloveniji in velja za eno od gimnazij z najboljšimi rezultati splošne mature. Gimnazija Bežigrad izvaja program gimnazija in program mednarodne mature.
Ravnateljica in direktorica je Alenka Budihna, ravnatelj mednarodne šole (International School) pa Mirko Mrčela. Vodja skupnih služb je Manica Habjanič Gaberšek. Na šoli delujejo številni krožki in klubi.
Pred šolo so na površini, ki predstavlja vhod v park, spominske plošče imenitnih razredov iz gimnazijske preteklosti.

## Zgodovina
Začetek šole pogosto napačno postavljajo v 1852, ko je bila odprta trirazredna državna realka. Ta je res imela velik vpliv na razvoj šole, saj ji je nudila prostore in tudi začetek leta 1907 nekako izvira iz nje. Usoda teh dveh šol pa je skupna šele po letu 1959, ko je I. gimnazija s profesorji in dijaki prišla v skupno stavbo.

### Nemška gimnazija
Za profesorje nove gimnazije so bili nastavljeni dotedanji profesorji I. gimnazije: šolski svetnik Alfonz Paulin, Franc Riedl, Rudolf Rothgang, prvi ravnatelj pa je bil Aleksander Pucsko. Prevladujejo nemški profesorji, kar je zaradi namena ustanovitve šole tudi razumljivo. Slovenci po narodnosti ali govorečem jeziku so le Alfonz Paulin, znani botanik, ki zaradi bolezni pred upokojitvijo leta 1909 sploh ni nastopil službe, in pomožni učitelj verouka kanonik Andrej Karlin, ki je učil le leta 1908. Istega leta je bil z realke premeščen na novo šolo Josip Jerše, ki je bil edini Slovenec na šoli do razpada Avstro-Ogrske.
Po današnjem pojmovanju je bila takratna gimnazija klasična, z latinščino od prvega in grščino od tretjega razreda naprej. Slovenščino so poučevali le kot neobvezni (danes izbirni ali fakultativni) predmet v štirih tečajih za dijake, ki niso bili Slovenci.
V prvem šolskem letu 1908/09 je imela gimnazija 5 razredov z eno paralelko v prvem. Redni učenci so bili moški, ženske pa le privatistke. Nemška manjšina, za katero je bila šola ustanovljena, je bila privilegirana in število učencev v razredih je bilo idealno nizko, ne tako, kot je danes. Ob koncu prvega leta je imel največ učencev drugi razred (23), najmanj pa peti (17). Vsega je bilo 115 učencev in 10 učenk (100 učencev in 10 učenk Nemcev, 9 Slovencev, 2 Italijana, 2 Čeha, 1 Hrvat in 1 Madžar). Šola je bila dobro opremljena, imela je za tisti čas kvalitetna učila, profesorji niso bili preobremenjeni z urami, finančno stanje pa je bilo zaradi socialne strukture učencev in mecenstva nemških ustanov in posameznikov ugodno. Gimnazija je bila domena ljubljanske in kranjske nemške buržoazije in birokracije; v imeniku učencev izstopajo imena baron Schwartz von Karsten (deželni predsednik), vitez Kaltnegger (predsednik deželnega šolskega sveta), vitez Laschan, grof Kuenigl, prof. Auersperg, Bamberg, Kosler, Samassa, Pammer, Luckmann, Roeger in drugi. Učenci so imeli pred drugimi ljubljanskimi srednješolci tudi to prednost, da se jim ni bilo treba učiti tujega jezika (nemščine).
15. februarja 1908 se je predhodnica naše šole preselila v Waldherrjevo hišo v Beethovnovi ulici št. 7, od koder sta se leta 1907 izselili II. državna gimnazija in študijska knjižnica v novo poslopje na Poljanski cesti. Na Beethovnovi 7 je bila šola do začetka svetovne vojne, ko je hišo zasedla vojska, in v šolskem letu 1914/15 je gostovala v prostorih Kazine na Kongresnem trgu.
Kljub selitvam je bil profesorski zbor precej stalen, število se je gibalo med 10 in 13. Med njimi so nekateri odlični strokovnjaki, na primer zgodovinar Oton Janker in znani kartograf in geograf Rudolf Rothgang. Profesorji so svoje znanstvene razprave objavljali v letnih poročilih, katerih izdajanje je v tretjem letu vojne prenehalo.
Število učencev je z leti naraščalo in višek doseglo v šolskem letu 1913/14, ko je bilo 164 učencev in 25 privatistk. V šolskem letu 1910/11 so bili le še štirje slovenski učenci, 1911/12 dva, do vojne pa nato le še po eden. So pa slovenska imena (Černe, Hribovšek, Potisek, Cigoj, Klemenčič, Hočevar) tudi med tistimi, ki so opredeljeni za Nemce. Začetek vojne z Italijo pa je prignal begunce iz Trsta, Pule in Gorice in konec šolskega leta 1915/16 je s privatistkami vred na šoli že 27 Slovencev, 5 Hrvatov in 16 Italijanov, vseh ne-Nemcev pa že skoraj 30 %. Leta 1916 je bil ravnatelj Pucsko na lastno željo upokojen in za novega ravnatelja je bil sprva začasno, čez dve leti pa stalno, imenovan Lorenz Treffer. Za njim je bil kratek čas ravnatelj še Oton Janker.

### Realna gimnazija
Oktobra 1918 je bila nemška gimnazija skupaj z drugimi ljubljanskimi šolami zaradi epidemije »španske« gripe zaprta. Učenci so se kmalu spet zbrali, njihovih povečini nemških profesorjev pa ni bilo nazaj. Narodna vlada SHS v Ljubljani je 3. januarja 1919 izdala odlok, s katerim so nemške profesorje tudi uradno odpustili. Začasni ravnatelj je postal Josip Jerše, ki je sicer poučeval verouk. S propadom stare države in odhodom nemških uradnikov, častnikov in profesorjev iz Ljubljane je nemška gimnazija izgubila smisel svojega obstoja. Kot večina slovenskih gimnazij je bila tudi nemška spremenjena v realno gimnazijo, seveda s slovenskim učnim jezikom.
V Waldherrjevo hišo so prišli številni uradi in 10. januarja 1919 je bil sprejet odlok o preselitvi gimnazije z Beethovnove ulice v Virantovo hišo na sedanjem Levstikovem trgu št. 2. V novih prostorih je bila do šolskega leta 1921/22, ko so nekaj razredov preselili neposredno nazaj v Waldherrjevo hišo, večina razredov pa je našla zavetje v poslopju III. osnovne šole na Vrtači in se šele novembra 1929 preselila na Beethovnovo ulico.
Šola se je reformirala v realno gimnazijo s slovenskim učnim jezikom in nemškimi paralelkami, ki jih je postopoma opuščala. Z odlokom 29. maja 1924 je ministrstvo odločilo, da se zaradi premajhnega števila učencev z novim šolskim letom ukinejo višji razredi z nemškim učnim jezikom. 5. septembra, tik pred začetkom pouka, pa je ministrstvo brzojavno sporočilo, naj se spet vzpostavijo vsi razredi, a s slovenskim učnim jezikom. S tem odlokom je šola postala popolnoma slovenska in dobila ime III. državna realna gimnazija v Ljubljani.
V Jugoslaviji so se lahko vpisovale v šolo kot redne učenke tudi deklice. Ob koncu šolskega leta 1928/29 je bilo med 440 učenci 124 deklet. Jeseni leta 1929 pa je po ministrski odredbi postala iz mešanega moški zavod z nazivom III. državna moška realna gimnazija, učenke pa so prepisali na II. gimnazijo na Poljane, ki je postopoma postajala ženska gimnazija. V šolskem letu 1939/40 pa so na zahtevo mnogih staršev sprejeli v 1. razred 40 učenk, ki so imele poseben oddelek, a so ga naslednje leto razpustili in do konca 2. svetovne vojne je bila III. gimnazija izključno moška. Je pa dobila leta 1926 prvo profesorico, leta 1928 še dve, v šolskem letu 1939/40 pa je bilo med 66 polno zaposlenimi na šoli že 11 žensk.
Ko so iz avstrijske šole po tipu iz leta 1908 naredili leta 1919 realno gimnazijo, je bila pomembna sprememba le uvedba francoščine namesto grščine v tretjem letniku. Beograjski vpliv pa je bil vedno močnejši in 8. januarja 1925 je najradikalnejša sprememba v tem obdobju, ko odpravijo v prvih dveh razredih latinščino in nemščino ter v drugem tudi staro zgodovino, uvedejo pa v drugem razredu obvezno francoščino in v 1. in 2. razredu petje. Reforma se je postopoma širila v višje razrede in v 3. razred pride nacionalna zgodovina, v 4. higiena, latinščina pa se začne šele v 5. razredu. Leta 1927 odpravijo sprejemne izpite in uvedejo trimestre, a novost se ne obnese in v šolskem letu 1931/32 so spet sprejemni izpiti in 2 polletji. Od leta 1921 je spet uvedena tudi šolnina, katere višina je odvisna od premoženjskega stanja staršev.
Edini Slovenec v profesorskem zboru nemške gimnazije Josip Jerše je opravljal delo ravnatelja do jeseni 1920, ko je bil za ravnatelja imenovan dotedanji profesor I. gimnazije Valentin Korun. Upokojen je bil jeseni 1925 in umrl je v Ljubljani leta 1940. Njegov naslednik Kuno Hočevar je prišel za ravnatelja januarja 1926. V prvih desetih letih ravnateljevanja je preživel s šolo vse težave (redukcijo, ukinitev, selitve), a ji je pridobil novo poslopje in vodil šolo do upokojitve leta 1939. Umrl je leta 1953 v Ljubljani. V začetku 2. polletja 1939/40 ga je nasledil Adolf Pečovnik, profesor klasične gimnazije v Mariboru in bivši prosvetni inšpektor nekdanje mariborske oblasti.
Politična centralizacija v Jugoslaviji je vodila tudi boj proti kulturni moči centrov zunaj Beograda in 1. julija 1932 je sledila ukinitev III. ljubljanske gimnazije. Takrat je imela v 18 oddelkih 706 učencev. Večina se jih je vpisala na I. realno gimnazijo, kamor so bili premeščeni tudi ravnatelj in večina profesorjev. Na tej šoli je bila tedaj še večja stiska s prostorom in pritisk javnosti je bil tolikšen, da so že 30. julija 1933 obnovili popolno III. gimnazijo.

### Selitev v novo stavbo
Gimnazija je še naprej gostovala pri I. gimnaziji na Vegovi ulici, čez tri leta je dobila lastno novo šolsko poslopje. Zgraditev šolske stavbe za Bežigradom predstavlja po 30 (1907 je bila zgrajena Poljanska gimnazija) letih prvo novo srednješolsko poslopje v Ljubljani. Projektant arhitekt Emil Navinšek je z njim postavil prvo brezkoridorno šolsko stavbo na svetu. To je pomenilo pomemben prihranek pri investiciji, stavba je imela minimalen obseg, popolno osvetlitev po horizontalah in vertikalah, manjše stroške vzdrževanja, maksimalno prehodnost in najboljšo termotehnično izdelavo. Posebna vrednost pa so bili tudi etažni prostori, ki gostijo različne prireditve, razstave, zborovanja, šolske plese in tudi različna srečanja maturantov. Novo šolsko poslopje so slovesno odprli in blagoslovili 18. oktobra 1936.
Ob vselitvi jeseni 1936 je imela šola 1215 učencev v 27 oddelkih in 46 profesorjev, leta 1940 pa že 38 oddelkov s 1608 učenci in 66 profesorjev. Tako veliko šolo je bilo težko upravljati in s šolskim letom 1940/41 je prosvetno ministrstvo šolo razdelilo na dvoje. Iz enega dela vzporednic s 600 dijaki so ustanovili samostojno šolo z nazivom IV. državna realna gimnazija, ki je iz preostale III. gimnazije dobila tudi 25 profesorjev, za ravnatelja pa je bil imenovan prof. Franc Stopar. Prostore pa sta imeli gimnaziji še vedno v istem poslopju. Jeseni leta 1940 se je v telovadnico in stranske prostore naselila še protiletalska baterija, na bližnji travnik pa postavila topove.
Italijanska okupacija je prinesla nekaj sprememb v učne načrte, mnogo močneje pa so vojna leta vplivala na izvajanje pouka. Izrazita, a ne zelo uspešna je bila fašistična ideološka propaganda. Ko sta se spomladi 1942 vselili v poslopje bežigrajske gimnazije najprej I. moška realna gimnazija in nato še učiteljišče, sta imeli obe gimnaziji pouk vsaka po 3 dni v tednu, učiteljišče pa trikrat popoldne. Naslednje leto so imeli vsakdanji pouk le osmošolci in nekaj časa tretje- in četrtošolci.
Z odhodom italijanskih prosvetnih funkcionarjev in profesorjev so jeseni 1943 prenehale veljati italijanske šolske reforme. Italijanščino kot prvi tuji jezik zamenja nemščina. Politično neprimerni ravnatelj Pečovnik je bil upokojen z argumentom, da ima dva sina pri partizanih.
Vodstvo šole je prevzel Josip Ilc, a pouk ni več potekal normalno. Stavbo je zasedla vojska in 3. marca 1944 je dobila gimnazija nekaj učilnic v uršulinski zunanji šoli. V tem letu je bilo le 60 dni pouka, pa še ta je bil moten zaradi stalnih letalskih alarmov. Tudi zadnje vojno šolsko leto se je začelo v enako slabih pogojih, spomladi 1945 pa je pouk popolnoma zastal.
Številni učenci in profesorji so bili aktivni v osvobodilnem gibanju in v partizanih. Leta 1948 so vzidali v levi steber v vhodni avli šole marmorno ploščo s 54 imeni padlih in umrlih učencev III. gimnazije, v desni steber pa ploščo s 53 imeni vojnih žrtev s IV. gimnazije. V šolskem letu 1984/85 je bil v zvezi z dejavnostjo dijakov med II. svetovno vojno in v spomin na padle posnet televizijski film.
Po osvoboditvi je nova oblast postavila za delegata na III. gimnaziji prof. Alojza Vadnala, vrnili so se nekateri internirani profesorji, prav tako pa so vrnili tudi nasilno upokojenega ravnatelja A. Pečovnika. Komisija treh profesorjev je pregledala med vojno izdana spričevala in dijaki, ki so sodelovali z okupatorjem, niso dobili veljavnih spričeval. Komisija samo za 11 učencev ni predlagala odobritve.

### Povojno obdobje
Z začetkom šolskega leta 1947/48 je bila z odločbo prosvetnega ministrstva na vseh šolah uvedena koedukacija, šolam pa določeni okoliši. III. gimnaziji so bili od izvenljubljanskih učencev določeni vozači, ki so se vozili v Ljubljano po vrhniški progi. Prvo leto se je vpisalo 308 fantov in 302 dekleti. Uvedena je bila sedemletka s tremi razredi nižje in štirimi razredi višje gimnazije. V vseh razredih je bil prvi tuji jezik seveda ruščina. Začetna reforma gimnazij pa ni bila izvedena do konca in leta 1951 so bili spet štirje razredi nižje in štirje višje gimnazije. Namesto ruščine je v večino gimnazij prišla angleščina, kot drugi tuji jezik v višjih razredih pa nemščina. V naslednjem šolskem letu so uvedli pouk družbeno moralne vzgoje, v višjih razredih pa spet latinščino.
Jeseni 1954 so objavili novi predmetnik za višje gimnazije, latinščina je postala neobvezen predmet, šole pa so lahko po lastni izbiri odprle v 1. razredu vzporednice z obvezno latinščino poleg živega tujega jezika. V šolskem letu 1955/56 je tako vzporednico s 35 dijaki dobila tudi III. gimnazija. Od leta 1949 je bila vpeljana tudi predvojaška vzgoja.
Za zadnji javni nastop IV. gimnazije šteje njena navzočnost ob otvoritvi spominskih plošč junija 1948. Jeseni je bila ukinjena in se je zlila s III. gimnazijo, v stavbo pa je prišla gostovat VIII. gimnazija, ki je bila do tedaj v šoli na Vodovodni cesti.
Z izvedbo dolgo odlašane reforme pa je bila 31. avgusta 1958 poleg vseh drugih ukinjena v stari obliki tudi III. gimnazija. Namesto nje (in bivše VIII. gimnazije) je s 1. septembrom 1958 nastala nova gimnazija s samo štirimi (dotedaj višjimi) razredi, ki pa se je še vedno imenovala III. gimnazija. Z uvedbo obveznega osemletnega šolanja so od tedaj gimnazije štiriletne. Ob teh reformah so se mnoge šole selile iz ene v drugo. Tako so se I. gimnaziji na Vegovi 4 priključili profesorji in dijaki višjih razredov dotedanje VII. in II. gimnazije, že naslednje šolsko leto 1959/60 pa je morala I. gimnazija zapustiti prostore v Vegovi ulici in se je skupaj z II. in VII. gimnazijo preselila v prostore III. državne realne gimnazije. Tako sta se v šolskem letu 1959/60 združili I. in III. gimnazija, vključno s šolami, ki so se jima prej priključile, v I. gimnazijo Ljubljana-Bežigrad. Po mnenju nekaterih je šola dobila ime I. gimnazija zato, ker je bivša realka v preteklosti nudila prostore šoli.
Šolska reforma je dala tudi novo vodstvo. Ravnateljsko funkcijo je v šolskem letu 1958/59 prevzel profesor zgodovine Ivan Križnar, še naslednje leto se je z učiteljišča za dve leti vrnil prof. Franc Čemažar. V šolskem letu 1962/63 je šola dobila novo ravnateljico, prof. Štefko Severjevo, ki je bila ravnateljica do upokojitve leta 1980. Do leta 1984 je bila nato ravnateljica profesorica slovenskega jezika Marija Pavšek, od leta 1984 pa je ravnatelj profesor matematike Janez Šušteršič.

### Usmerjeno izobraževanje
Že v prvih letih po drugi svetovni vojni so bili na takratni gimnaziji uveljavljeni naravoslovni krožki. Obsegali so več predmetov: fiziko, kemijo, biologijo, astronomijo, v petdesetih letih pa je Društvo matematikov, fizikov in astronomov Slovenije začelo z organizacijo vsakoletnih tekmovanj iz matematike. Mladi matematiki in fiziki so se, predvsem po zaslugi prof. Ivana Štalca, odlično pripravili na nadaljnji študij. Od šolskega leta 1964/65 je oblikovala gimnazija v vsakem 1. letniku tudi paralelko matematične smeri.
Posebnost šolskega leta 1971/72 je bila uvedba petdnevnega tednika; zaradi neusklajenosti mnenj je bila šola med zadnjimi, ki so uvedle proste sobote. V tem letu je bilo uvedeno v predmetnik kot neobvezni predmet tudi računalništvo. V šolskem letu 1974/75 je dobil predmetnik spet nov predmet: samoupravljanje s temelji marksizma. V tem letu so se začele pojavljati tudi prve ideje o celodnevni šoli in usmerjenem izobraževanju. Iz ustave 1974. leta je sledilo, naj bi se negospodarske dejavnosti financirale preko svobodne menjave dela in leta 1976/77 je prišlo do pobude, naj bi gimnazija prišla v sklop Elektrogospodarstva. Vendar je leta 1981, ko je bilo končno uvedeno usmerjeno izobraževanje, šola zaradi dotedanjega dela in uspehov pri izobraževanju učencev na področju matematike in naravoslovja dobila naravoslovno matematično usmeritev.
V letu 1982 se je šola preimenovala v Srednjo naravoslovno šolo (SNŠ) Ljubljana (vsako preimenovanje kaže na določene vsebinske spremembe). Izvajala je naravoslovno-matematični program in v okviru rudarsko geološke usmeritve programe za geološkega tehnika, geovrtalnega tehnika, geovrtalca (3 letni) in skrajšani program pomočnika geovrtalca (2 letni), do zaključka šolskega leta 1983/84 pa poleg teh še gimnazijski program. Zaradi majhnega zanimanja je leta 1984 prenehal vpis za zadnje tri rudarsko geološke programe, leta 1986 pa se je vpisala zadnja generacija v program geološkega tehnika in šolanje končala v šolskem letu 1989/90.

### Splošna gimnazija
Usmerjenemu izobraževanju je sledila reforma s ponovno uvedbo programa gimnazije s pridobitvijo splošne izobrazbe. Leta 1990 je bil po dijaškem referendumu sprejet sklep o preimenovanju SNŠ v Gimnazijo Bežigrad. S šolskim letom 1990/91 je začela vpisovati učence v gimnazijski program in v letu 1993 je šolanje zaključila zadnja generacija naravoslovno-matematičnih tehnikov.
Ob koncu šolskega leta 1990/91 je stekla gradnja prizidka, ki je bil slovesno odprt jeseni 1991. Tako je bil vsem učencem omogočen pouk samo dopoldne. Zaradi neprimernosti stare šolske telovadnice je bil po letu dni gradnje jeseni 1995 odprt tudi nov športni kompleks Gimnazije Bežigrad.
Šolsko leto 1990/91 pa predstavlja tudi novo vsebinsko obogatitev dela Gimnazije Bežigrad, saj je po večletnih temeljitih pripravah stekel pouk po programu Mednarodne mature (International Baccalaureate). Tako se je Gimnazija Bežigrad (in II. gimnazija v Mariboru) vključila v program, ki ga pod okriljem UNESCO in OZN izvaja več kot 500 šol po vsem svetu. Uspehi mednarodnih maturantov jih postavljajo prav na vrh maturantov iz te družine šol. Z osamosvojitvijo Slovenije pa so se pojavile tudi nove potrebe v šolstvu in od šolskega leta 1993/94 Gimnazija Bežigrad poleg nacionalnega (gimnazijskega) programa in programa mednarodne mature tudi mednarodno šolo - šolo za tujce (International School).
Leta 2024 se je zaključila gradnja četrtega prizidka, s katerim je bilo dograjenih 10 novih učilnic zaradi prostorske stiske in manjša gledališka dvorana v najvišjem nadstropju s pogledom na Župančičevo jamo, Savsko naselje in mestno jedro Ljubljane.
Osrednja stavba je delo arhitekta Emila Navinška in nima hodnikov, šoli pa so bili skozi leta dodani prizidek z mnogo učilnicami in kabineti nad malo telovadnico, prizidek v pritličju proti zdravstvenemu domu z dvema učilnicama, kateri naj bi se preuredil v jedilnico, vkopana velika telovadnica ter najnovejši prizidek, ki je nadomestil pritlično polkrožno plesno dvorano, v njem pa je nova plesna dvorana, nadnjo pa tri nadstropja z učilnicami, na vrhu pa kraljuje amfiteater.